# Как вам это понравится (фильм, 1936)
«Как вам это понравится» (англ.  As You Like It) — английская комедийная мелодрама режиссёра Поля Циннера 1936 года по мотивам одноимённой комедии В. Шекспира.

## Сюжет
Знаменитая история о любви, преданности и жизненной стойкости.

## В ролях
- Генри Эйнли — сосланный герцог
- Элизабет Бергнер — Розалинда
- Феликс Эйлмер — герцог Фридрих
- Лоренс Оливье — Орландо
- Стюарт Робертсон — Амьен
- Леон Куотермейн — Жак
- Остин Тревор — Ле Бок
- Лайонел Брехам — Чарльз, рестлер
- Джон Лори — Оливер
- Дж. Фишер Уайт — Адам